# Piet Noordijk
Piet Noordijk (Rotterdam, 25 mei 1932 – Hellevoetsluis, 8 oktober 2011) was een Nederlands saxofonist.
Hij was zoon van vrachtschipper Jan Noordijk en Elisabeth Goedegebuure. Broer Kees Noordijk speelde eveneens klarinet en saxofoon.
Noordijk doorliep, na een korte opleiding door zijn broer Kees, tussen 1950 en 1954 het Rotterdams Conservatorium en behaalde zijn einddiploma klarinet (cum laude). Tijdens zijn opleiding speelde hij klassieke muziek in een kamerorkest, dat onder leiding stond van Piet Ketting, als ook in de Koninklijke Marinierskapel (tijdens diensttijd) . Hij leerde zichzelf sopraansaxofoon en altsaxofoon spelen en groeide uit tot een groot saxofonist. In 1965 werd Noordijk bekroond met de Wessel Ilcken Prijs. Hij speelde met uiteenlopende orkesten en big bands, waaronder The Skymasters, The Ramblers en Malando. Tussen 1978 en 1992 was Noordijk vaste altsaxofonist bij het Metropole Orkest. In 1987 won hij een Bird Award.
Gedurende zijn lange loopbaan speelde Noordijk samen met tal van grootheden uit de jazzwereld, waaronder Misha Mengelberg, Pim Jacobs en Rita Reys, Han Bennink, Nina Simone, Dexter Gordon, Toots Thielemans en Wynton Marsalis.
In oktober 2008 is de Blijvend Applaus Prijs toegekend aan Noordijk voor zijn gehele oeuvre. De Blijvend Applaus Prijs is bedoeld voor artiesten die niet vaak meer optreden, maar volgens het bestuur van de Stichting Blijvend Applaus niet vergeten mogen worden. In het juryrapport wordt Noordijk onder meer beschreven als: een veelzijdig muzikant, een gentleman, een warm bandleider, een toegewijd docent, een ambassadeur voor de jazz, een virtuoos op de altsaxofoon en een jazzvogel in hart en nieren.
Eind 2008 is Noordijk vereerd met de Edison oeuvre-prijs in de categorie jazz/world.
Hij overleed op 8 oktober 2011 in zijn woonplaats Hellevoetsluis na een kort ziekbed.

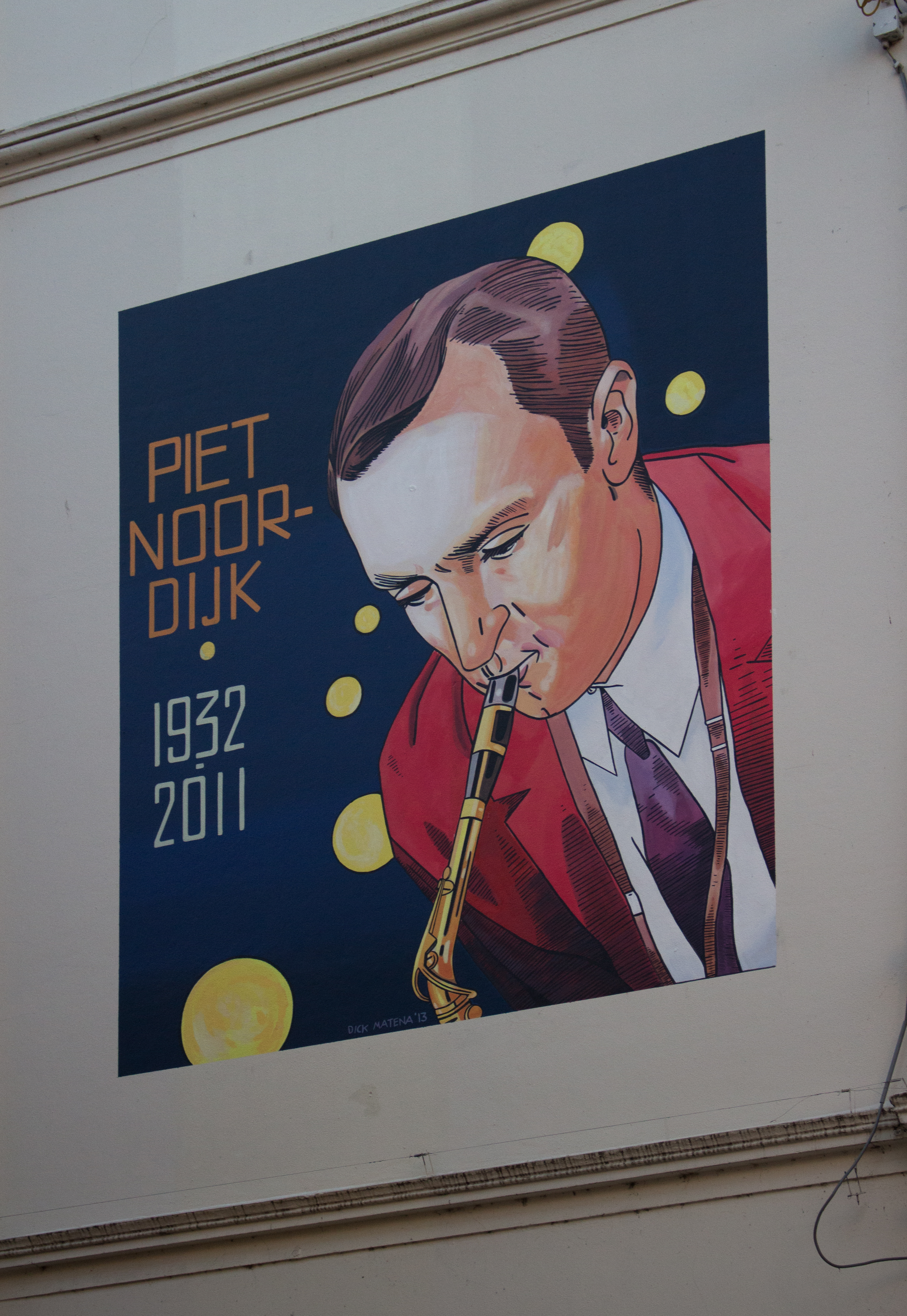
Muurschildering in de Jazzroute Rotterdam door Willem Kerssemeijer naar een tekening/ontwerp van Dick Matena ter herinnering aan Piet Noordijk. (foto mei 2016)

Noordijk is opgenomen in het Rotterdam Jazz Artists Memorial met een muurschildering aan de zijgevel van het pand op de hoek van Oude Binnenweg en Mauritsstraat.

## Discografie
- 1956 - Jazz Behind The Dikes 2 - Wessel Ilcken All Stars - CD Jazz Behind The Dikes Philips 848 811-2
- 1958 - Frans Poptie - Fiddling Around The World - LP Fontana 680506 TL
- 1958 - The Rhythme All Stars 1958 - EP 2 Columbia SEGH 52
- 1959 - Frans Poptie And His Swing Specials – Fiddling Around The World No. 3 - EP Fontana 463 135 TE
- 1960 - The Rhythme All Stars 1960 - EP 3 Columbia SEGH 71
- 1961 - Shorty van Dam - Shorty van Dam and his Mad Five - CNR F254/255
- 1964 - The Stork Town Dixie Kids - M.M.P. 1037
- 1965 - The Stork Town Dixie Kids - Polydor SEP 6031
- 1965 - Boy's Big Band - Now's The Time/Finch Eye - CD BV Haast 9901
- 1965 - Rita Reys Meets Oliver Nelson - LP Philips 840 381 PY - CD Philips EJD-1044
- 1965 - Thom Kelling - Thom Kelling en zijn orkest - LP Polydor SEP 6026, 736809
- 1965 - Haarlem Dixieland Band - Regal SREG 2039
- 1965 - 1966 - Boy's Big Band - Return - Treasures of Dutch Jazz CD NJA 1501
- 1965 - Louis van Dijk - The Louis van Dijk Trio with Orchestra - EP CBS EP 5723
- 1966 - Misha Mengelberg & Piet Noordijk - Live in Amsterdam 1966 - CD	Dutch Jazz Archive Series MCN 1101
- 1966 - The Misja Mengelberg Quartet - The Misja Mengelberg Quartet (As Featured At The Newport Jazz Festival 1966) - LP Artone MGOS 9467
- 1966 - Misha Mengelberg Kwartet Featuring Gary Peacock - Driekusman Total Loss - LP VARAJAZZ 210
- 1966 - Various - Holland Festival 1966 - 2-LP Track C2 - Radio Nederland 109 573/574
- 1966 - The Misja Mengelberg Quartet - Jazz From Holland - LP Artone POP 4
- 1967 - The Stork Town Dixie Kids - Polydor 236155
- 1967 - Ann Burton - Blue Burton - LP CBS S 52791 - CD SMM 496791 2
- 1967 - Edwin Rutten - Rutten Troef - LP Relax 33005
- 1968 - The Stork Town Dixie Kids - Dixieland Party - LP Relax 75259
- 1968 - Frans Poptie - Swings Forever - Frans Poptie en zijn Swing Specials - LP Imperial SILW 1027
- 1968 - Thom Kelling - Thom Kelling Y Su Conjunto: Tempo Tropical - LP CNR SKLP 4274
- 1968 - Date with the Dutch (Compilatie) - 7-LP Radio Nederland 109 766/772 Z
- 1969 - The Dutch Jazz Scene (Compilatie) - 7-LP Radio Nederland 109 917/923
- 1969 - Amev Dixieland Band - Amev 113575 Y
- 1971 - Festival Big Band - Live - LP Philips 6303 038 - CD Sonorama C-43
- 1971 - The Skymasters - Skymasters Now - LP AVRO 6802660 Y
- 1971 - Boy's Big Band - The Best Of Boy's Big Band - Compilation LP CBS S 52888
- 1971 - Ann Burton With The Louis Van Dyke Trio – Ballads & Burton - LP CBS S 52807
- 1972 - Tony Nolte Televisie Orkest - Een van de Acht - LP VARAgram 0017
- 1972 - Ruud Bos - Moeder en haar jongens - LP Polder POLN 58700
- 1973 - Fiesta Exotica o.l.v. Wim Kuylenburg - LP BASF 16-25199-3
- 1973 - Ben Webster Meets Piet Noordijk - Treasures of Dutch Jazz CD NJA 1601
- 1973 - Rick Kiefer - Lush Life - LP Omega International OM 555.021
- 1973 - Boy Edgar's Sound - Live in Shaffy - LP White Elephant PE 888 017
- 1973 - Various - Je Blijft Lachen! - Compilatie LP Track A1 - Philips 6436 016
- 1973 - The Family (Original Soundtrack) - Louis Andriessen, Orkest o.l.v. Ruud Bos - LP Ariola 87 299 IT
- 1974 - Prototype - LP Omega-Dureco OM 555.010
- 1974 - Walk on the Wild Side / Piet's Hit - Vinyl 7" Omega International OM 36.218
- 1974 - Leo Cuypers - Live in Shaffy - LP BV HAAST 001
- 1974 - Greetje Kauffeld - And Let The Music Play - LP Polydor 2480 228 - CD Sonorama L-01
- 1974 - Rogier van Otterloo - Visions - LP CBS 65938
- 1975 - Peter North (= Piet Noordijk) - Saxomania - LP Poplandia PS-30001
- 1975 - You Are So Beautiful - LP Omega International OM 555.023
- 1975 - Misty / Everybody's Talkin' - Vinyl 7" Omega International OM 36.309
- 1975 - Dick Bakker Orchestra - Soft Melodies - LP Omega International OM 555.024
- 1975 - Various - Veronica gaat door - LP Omega International DM 755.006 Side 2 Track 1
- 1975 - Various - Met de N.R.V. De Wereld Rond - LP CBS LSP13165, CBS Special Products LSP13165
- 1975 - The Sensational Sax Of Piet Noordijk - LP Harmony – LPH 8000
- 1976 - Sunrise on the Shore - LP CNR 540.048
- 1976 - Compilatie: De beste van Piet Noordijk - LP Dureco JDL 25.003-G
- 1976 - Various - Silence & Romance 7 - LP Compilatie Omega International OM 444.093-H
- 1977 - Finished Product - LP Omega Dureco OM 555.063
- 1977 - Jan Morks - Swing 'N' Sweet - LP Philips 6413102
- 1977 - Instrumental Individuals - LP Dureco JDL 25.027
- 1977 - Marjan Berk, Bill van Dijk, Bob Van Leeuwen, The Mothercookies - Moeder en haar jongens - LP Polder POLN 58.700
- 1978 - Kaz Lux - Distance - LP ASYLUM  ASN 53080 WEA  HOLLAND
- 1978 - Tonny Eyk - A Matter Of Energy - LP Philips 6816 057
- 1978 - Tonny Eyk - Instrumental Party - LP Philips 6401 106
- 1978 - Various - Date With The Dutch - 7 × Vinyl 10" Track F1 - Radio Nederland 109 766/772 Z
- 1978 - Various - Romantiek & Muziek (Deel 2) - 2-LP Compilatie Omega International 2 OM 76/77
- 1979 - Just When I Needed You Most - LP GIP 66.008
- 1979 - Sail On / Just When I Needed You Most / Piets Reggea - 12" GIP MS 14
- 1979 - Various - Silence & Romance Volume 5 - LP Compilatie GIP 55.055
- 1979 - Various - Romantiek & Muziek 3 - 2-LP Compilatie GIP 2L 81.001/2
- 1979 - Mike Burstyn - Tomorrow - LP CBS 84011
- 1979 - Liesbeth List - Meisjes Van Dertig - LP Philips 6423 134
- 1979 - Various - Around Midnight - LP Compilatie Akai Electric Co., Ltd. FLP 7907
- 1980 - Various - Around Midnight - Volume 2 - LP Compilatie Akai Electric Co., Ltd. FLP 8010
- 1980 - Loverman - LP MCR 069
- 1980 - Rita Reys - Liedjes van Toon - LP Utopia Music 9198805
- 1980 - Martin Brozius - Wie Weet Waarheen........ - LP CNR 540.085
- 1980 - Various - Romantiek & Muziek Deel 4 - 2-LP Compilatie Dureco Benelux 2L 91.003/4
- 1981 - Various - Romantiek & Muziek Deel 5 - 2-LP Compilatie Dureco Benelux 2L 91.007/8
- 1981 - Various - Collage Collection 2-LP Track A5 - CBS 88557
- 1982 - De Vara Jazz All Stars - LP VARAJAZZ 211
- 1982 - Piet Noordijk Kwartet - Loverman - LP MCR (4) – MCR 069
- 1982 - Metropole Orkest - This Is All I Ask... - 2-LP NOS 6814 682
- 1983 - Various - Romantiek & Muziek Volume 7 - 2-LP Compilatie Dureco Benelux 2L 81.027/28
- 1984 - Various - Romantiek & Muziek Volume 8 - 2-LP Compilatie Dureco Benelux 2L 81.033/34
- 1984 - The Metropole Orchestra - First in the Air - LP KLM 747
- 1985 - Various - Romantic Sax for Lovers Track 15 & 20 - CD Philips 816 185-2
- 1987 - Metropole Orkest - Made in Holland - 2-LP Varagram 7180
- 1987 - The Metropole Orchestra Conducted By Ennio Morricone - Live - LP Tauro Records T8710 - CD Tauro Records T8710
- 1987 - Etienne Verschueren - Mr. Blue - LP BRT 877202
- 1988 - Live - CD Vara Jazz 8220
- 1989 - Saxophone - CD Compilatie Dureco 11 51322
- 1989 - The Dick Bakker Orchestra - Sweet, Soft and Juicy - CD Dureco H11 51762
- 1989 - Various - Sensationel Evergreen Instrumental - CD Compilatie Track 14 - Polydor 840 457-2, PolyGram 840 457-2
- 1989 - Various - The Easy Listening Collection - 2-CD Compilatie Dureco 1151542
- 1989 - Various - Romantiek en Muziek 5 - CD Compilatie Track 9 - CD Dureco 1151352
- 1990 - Various - Silence & Romance 1 & 2 - CD Compilatie Dureco B 1154132
- 1992 - Bill Perkins with the Metropole Orchestra - CD Candid Records CCD 79524
- 1992 - Various - Silence & Romance 3 - CD Compilatie - Dureco C 1156912, Dureco B 1158132
- 1993 - Leo Cuypers - Zeeland Suite & Johnny Rep Suite - CD BV Haast 9307
- 1993 - Live in Sesjun Vol. 2 - CD Timeless CD SJP 393
- 1995 - Mark Murphy & Metropole Orchestra - The Dream - CD Jive Music JM-2006-2
- 1995 - Piet Noordijk & The Metropole Orchestra - A Tribute to Rogier - CD Alabianca Records AB13980-2
- 1995 - Various - The Mercury Songbook - 4-CD Compilation, Club Edition Track 3-14 - Mercury 528 441-2, Verve Records 76974 2038 2
- 1995 - Various - Sax & Sex - Cassette, Compilation, Unofficial Release - Audio Club, CD Compilatie Unofficial Release Star Ltd. S95046
- 1995 - The Rob Pronk Jazz-Orchestra - It Happened Yesterday - CD Alabianca Records AB13982-2
- 1996 - Various - The Dutch Jazz Connection 1996 - 2-CD Compilatie Track 1-1 en 1-2 - Stichting Nij NIJ 1969
- 1997 - Piet Plays Bird - CD RNDiscs RN 017
- 1997 - Piet Plays Bird - CD Via Records 9920302
- 1998 - Sesjun Jubilee CD The Blues Forever - Compilation Limited Edition Track 4 - Sesjun CD 9901
- 1999 - Dutch Jazz/World 99 - 2-CD Promo - Conamus COS 0792
- 1999 - Rita Reys - Anthology Track 18 - CD Universal Music 06024 9844878
- 1999 - Dutch Jazz Giants - 10-CD Compilatie - Point Entertainment 0966-0975
- 1999 - Dutch Jazz Masters - All That Jazz - Compilatie CD Track 10 - Mercury 565 881-2
- 1999 - Gellybooty - Gems - CD Inkey 9951092
- 2000 - New Quintet - CD Munich Records BMCD 304
- 2001 - Piet Plays Sinatra - CD Munich Records BMCD 343
- 2001 - Chuck Findley With Rob Pronk & The Metropole Orchestra - Stare Eyes - CD Not On Label CF001
- 2003 - Metropole Orkest conducted by Rob Pronk - CD compilatie
- 2004 - Pete's Groove - CD Munich Records BMCD 451
- 2005 - Dutch Jazz Music 2005 - Compilatie CD Track 10 - Radio Netherlands Music MJCN40 (For Radio Broadcast Only Not For Sale)
- 2006 - Various - North Sea Jazz Festival The Hague Years - CD 2 Track 5 - 4-CD Radio Nederland Wereldomroep MJC040
- 2006 - The Metropole Orchestra - Metro's Midnight Music - Rare Jazz Tracks From The Dutch No's Radio Show 1970-75 - Sonorama 2-LP L-16, 2-CD C-16
- 2007 - Jubilee Concert - CD Jazz 'N Pulz BMCD 75390
- 2008 - Swinging with Strings - CD 'Jazz 'N Pulz BMCD 75926
- 2009 - Han Bennink - De Wereld Als Trommel - CD Compilatie - Uitgeverij Thomas Rap
- 2010 - Various - Aangenaam... Jazz - Editie 2010 - 2-CD Compilatie STEP (Stichting Entertainmentretail Promotion) STEP 2010 022
- 2013 - Flex Bent Braam / Lucebert - Lucebert / Jazz & Poetry '65 - 2-CD Uitgeverij Huis Clos - 48 CD 2 Track 3
- 2015 - Ruud Bos - Naked Plus (Original Soundtracks 1967-1973) - 2-CD 678 Records SSECD-003
- 2017 - Hank Mobley - One So Sweet, Stay That Way - Track 4 en 5 - CD NJA 1604
- 2019 - The Secret All Star Band - CD Nederlands Jazz Archief – NJA 1901
- 2021 - Septet Frans Elsen - Norway - CD Nederlands Jazz Archief - NJA 2101
- 2022 - Eric Ineke - 75 Swinging, Boppin' And Burnin' - Solid Records CDSOL-47408 - Track 3
- The Jerry van Rooyen Jazz Orchestra - CD Dutch Jazz Collection CD 2 - Brilliant Jazz 8053
- Metropole Orkest Solo 1985-1990 - CD (Not For Sale)
- Various - Cabaret Drieluik - 3-LP Compilatie Philips 6862 058
- Various - DUX Sound Project Super Stereo - Compilatie LP Track B3 - Philips 6830 967
- Various - Love Notes (Romantic Music For Dreaming Vol. 1) - Cassette, Compilation, Unofficial Release - Thomsun Original ENB-917
- Various - Silence & Romance - 5-LP Dureco
- Various - Around Midnight - Volume 3 - LP Akai FLP 198426
- Various - This Is The Sansui Sound - LP Compilatie Philips 6830 883
- Various - De geschiedenis van de Nederlandse jazz - CD (Compilatie) Muma 65313 - Track 6